# Ответ на главный вопрос жизни, вселенной и всего такого

Ответ на «Главный вопрос жизни, Вселенной и всего такого»

В книге Дугласа Адамса «Путеводитель для путешествующих автостопом по галактике» ответ на «Главный вопрос жизни, вселенной и вообще» (англ. The Ultimate Question of Life, the Universe, and Everything) должен был решить все проблемы Вселенной. Этого ответа с нетерпением ждали все разумные расы. Он был получен в результате семи с половиной миллионов лет непрерывных вычислений на специально созданном компьютере — Мыслителе (англ. Deep Thought). По утверждению компьютера, ответ был несколько раз проверен на правильность, но он может всех огорчить. Оказалось, что ответ на вопрос — «42».

## Варианты перевода вопроса
В оригинале книги, написанной на английском языке, используется следующее формулирование вопроса: The Ultimate Question of Life, the Universe, and Everything. Существуют разные варианты его перевода на русский язык:
- Главный вопрос жизни, Вселенной и всего такого
— Путеводитель хитч-хайкера по Галактике. / Пер.: Вадим Филиппов. — 1995—1997.
- Основной вопрос жизни, Вселенной и всего остального
— Автостопом по Галактике. / Пер.: В. Баканов. — М.: АСТ, 1997.
- Главный Вопрос Жизни, Вселенной и Всего-всего
— Путеводитель «Автостопом по Млечному Пути». / Пер.: Евгений Щербатюк.
- Самый Главный Вопрос Жизни, Вселенной и Вообще
— Путеводитель вольного путешественника по Галактике. / Пер.: С. М. Печкин. — 2004.
— Автостопом по галактике : фильм.
- Жизни, Вселенной и всего на свете
— Путеводитель по Галактике для автостопщиков. / Пер.: Юрий Аринович. — 2005. — 25 января.
- Главный Вопрос о Жизни, Вселенной и Всяком Таком
— Путеводитель «Автостопом по Галактике» / Пер.: Мария Спивак.

## Поиск окончательного ответа
Согласно Путеводителю для путешествующих по Галактике, сверхразумная раса существ создала компьютер Думатель (Deep Thought) — второй по производительности за всё существование времени и Вселенной, — чтобы найти Окончательный Ответ на величайший вопрос Жизни, Вселенной и Всего Такого. После семи с половиной миллионов лет вычислений Думатель выдал ответ: «Сорок два». Реакция была такой:

— Сорок два! — взвизгнул Лунккуоол. — И это всё, что ты можешь сказать после семи с половиной миллионов лет работы?
— Я всё очень тщательно проверил, — сказал компьютер, — и со всей определённостью заявляю, что это и есть ответ. Мне кажется, если уж быть с вами абсолютно честным, то всё дело в том, что вы сами не знали, в чём вопрос.
— Но это же великий вопрос! Окончательный вопрос жизни, Вселенной и всего такого! — почти завыл Лунккуоол.
— Да, — сказал компьютер голосом страдальца, просвещающего круглого дурака. — И что же это за вопрос?

## Поиск Окончательного Вопроса
Думатель предложил создать другой, ещё более великий компьютер, который будет включать в себя живых существ как часть вычислительной системы, чтобы узнать, в чём, собственно, состоит Вопрос. Этот компьютер был назван Земля и был настолько огромен, что некоторыми по ошибке воспринимался как планета. Сами исследователи, которые управляли программами, выглядели как обычные мыши. Когда оставалось около 5 минут до того, чтобы после 10 миллионов лет ожидания узнать, в чём, собственно, состоит Вопрос, Земля была разрушена вогонами из-за того, что мешала строительству гиперпространственного шоссе. Правда, в последующих книгах серии мы узнаём, что вогоны были наняты для уничтожения Земли консорциумом философов и психиатров, которые опасались, что после того, как будет обнаружен Смысл Жизни, их профессии будут, в некотором роде, больше не нужны.
Потеряв возможность узнать, в чём состоит Вопрос, выжившие после разрушения Земли мыши решили, что они сами его придумают!
Сначала они предложили использовать фразу «Что такое — жёлтое и опасное?», которая является известной английской шуткой, и ответом на неё обычно является фраза «shark-infested custard», что можно перевести как «заварной крем с акулами». Но потом решили, что данный вопрос не подходит к ответу. После чего сошлись на том, что вопрос «Сколько путей должен каждый пройти? (How many roads must a man walk down?)», который является первой строчкой из песни Боба Дилана «Blowin' in the Wind», совершенно чудесно соответствует уже имеющемуся цифровому Ответу.
В конце книги «В основном безвредна», которая является заключительной в серии, содержится последнее упоминание числа 42. Когда Артур и Форд (главные герои книги) едут в клуб «Бета», Форд говорит водителю: «Вот тут, дом сорок два… Прямо здесь!» И Земля вскоре после этой фразы была уничтожена вогонами (на этот раз во всех измерениях, а не только в том, в котором она была уже уничтожена в первой книге). Эта фраза могла бы привести к Окончательному Вопросу, гласящему: «Где всё заканчивается?»

### Фишки для скрэббла

Окончательный вопрос?

В конце первого цикла радиопостановок телевизионного сериала и книги «Ресторан на краю Вселенной» Артур Дент, последний человек и часть компьютерной матрицы, покинувший Землю-суперкомпьютер перед тем, как она была уничтожена, и, по всей видимости, носивший в своём мозгу Вопрос или часть Вопроса, пытался заставить своё подсознание выдать Вопрос следующим образом: он вынимал случайным образом из мешка фишки для игры в скрэббл с написанными на них буквами и выкладывал друг за другом. В итоге у него получилась фраза: «ЧТО ПОЛУЧИТСЯ, ЕСЛИ УМНОЖИТЬ ШЕСТЬ НА ДЕВЯТЬ? (WHAT DO YOU GET IF YOU MULTIPLY SIX BY NINE?)». Помимо того, что шестью девять равно пятидесяти четырём, из набора фишек для скрэббла невозможно составить такую фразу, просто потому, что там всего две буквы «Y», а не четыре, как в получившемся предложении. Но фишки, которые Артур использовал в книге, были сделаны им самим по памяти, так что, возможно, ему просто повезло.

— Шестью девять. Сорок два. 
— Именно. И это всё.

Предлагались различные варианты объяснения этой ошибки. Причина может быть в том, что Земля как мега-компьютер работала неправильно из-за аварийной посадки голгафрингемцев, потомки которых заменили коренное население планеты. Это, скорее всего, и привело к ошибке в вычислениях и повлекло за собой неверный Вопрос, который всё время был у Артура в мозгу.
Позже некоторыми читателями было подмечено, что на самом деле арифметическое выражение 6 × 9 = 42 нисколько не ошибочно, если применять тринадцатеричную систему счисления взамен общепринятой десятичной. Дуглас Адамс позже утверждал, что во время написания книги он и не подозревал об этом, поясняя: «Никто не пишет шуток про тринадцатеричные системы […] Я, может быть, покажусь довольно скучной личностью, но я не использую тринадцатеричную систему в своих шутках».
В русском переводе книги фраза была заменена на правильную с арифметической точки зрения: «чему равно произведение шести и семи» (Перевод В. И. Генкина, С. В. Силаковой). В переводе В. Филиппова сохранён оригинальный вариант. Возможно, изменение перевода — ошибочная редакторская правка (необходим комментарий переводчиков).

## Мнение Дугласа Адамса
После выхода книги «Автостопом по галактике» Дугласа Адамса много раз спрашивали, почему он выбрал именно число 42. Люди предложили много вариантов, но все они были отвергнуты автором. 3 ноября 1993 года он опубликовал свой ответ на этот вопрос в USENET-конференции alt.fan.douglas-adams:

Ответ на это очень прост. Это была шутка. Это должно было быть число — обычное небольшое число — и я выбрал это. Двоичное представление, тринадцатеричная система счисления, тибетские монахи — всё это полнейшая бессмыслица. Я сидел за своим столом, уставившись в сад, и подумал: «42 подойдёт». И напечатал его. Вот и вся история.
Оригинальный текст (англ.)
The answer to this is very simple. It was a joke. It had to be a number, an ordinary, smallish number, and I chose that one. Binary representations, base thirteen, Tibetan monks are all complete nonsense. I sat at my desk, stared into the garden and thought ‘42 will do.’ I typed it out. End of story.

## След в культуре
Вопрос и число «42» стали элементом культа по всему миру.
- Радиотелескоп Allen Telescope Array, использующийся SETI, состоит ровно из 42 спутниковых антенн-тарелок в качестве отсылки к Дугласу Адамсу[4][2].
- В сериале «Остаться в живых» (англ. Lost) — одно из чисел, которое необходимо было набирать на компьютере в бункере, было 42 («4», «8», «15», «16», «23», «42»). Один из режиссёров в интервью подтвердил, что число 42 было выбрано в качестве отсылки к «Автостопом по Галактике»[2][5].
- В игре Spore после того, как игрок долетает до центра галактики, он получает достижение «42», а также существо из центра галактики Стив даёт игроку 42 предмета «посох жизни».
- В сериале «Звёздные врата: Атлантида» Маккей использует число 42 для окончания своего пароля. Когда Тэйла спрашивает Шеппарда, что это за число, он ей отвечает: «Ответ на главный вопрос жизни, вселенной и всего такого».
- В первом сезоне сериала «Звёздные врата: Вселенная» доктор Раш, обсуждая с Броуди код доступа к функциям корабля говорили о числе 46 (количество хромосом), что при делении даёт 23 и сравнивали с ответом «42» из «Автостопом по галактике».
- В игре «Honkai: Star Rail» во время прохождения миссии Освоения «Неисчезающие тени» в диалоге с Гертой на вопрос о том, думал/думала ли Первопроходец о зарождении Эонов, можно ответить «42»
- В машинном обучении и программировании часто используют число 42 в качестве значения для параметра random_state
- В игре «That’s not my Neighbor» первым вопросом персонажа Честера в его викторине в аркадном режиме является «В чём смысл жизни, вселенной и всего такого?», ответ на который — «42». Также в аркадном режиме один из доппельгенгеров зовётся «42». Все его фразы звучат как «42», а в документах данное число представлено всюду самым разным образом. К книге отсылает описание достижения, связанного с его появлением перед игроком. В кошмарном режиме доппельгенгер является VIP-персоной.